# Galt (Iowa)
Galt – miasto w Stanach Zjednoczonych, w stanie Iowa, w hrabstwie Wright. Zgodnie ze spisem statystycznym z 2000 roku, miasto liczyło 30 mieszkańców.